# Buda Koszelewska

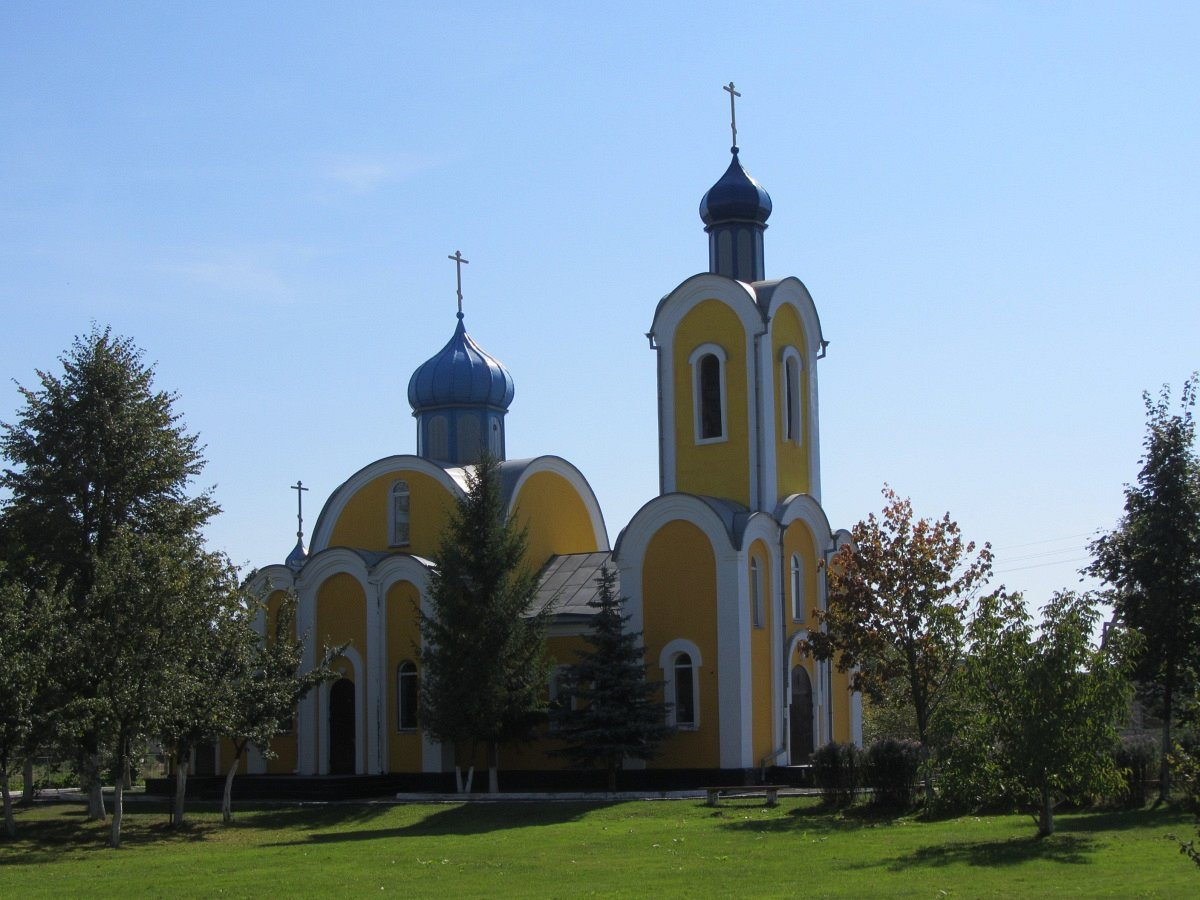
Cerkiew

Buda Koszelewska (Buda-Koszelewo, białorus. Буда-Кашалёва) – miasto na Białorusi w obwodzie homelskim. Centrum administracyjne rejonu budzkiego; 8,5 tys. mieszkańców (2016).
Znajduje tu się stacja kolejowa Buda Koszelewska, położona na linii Homel–Żłobin–Mińsk.

## Historia
Miejscowość została pierwszy raz wspomniana w kronikach z pierwszej połowy 1824 roku jako wieś Buda w guberni mohylewskiej. W tym okresie jej populacja liczyła 500 mieszkańców (1890).
Podczas okupacji hitlerowskiej, 26 października 1941 roku Niemcy utworzyli getto dla żydowskich mieszkańców. Przebywało w nim około 500 osób. 27 grudnia 1941 roku Niemcy zlikwidowali getto, a Żydów zamordowali w pobliskim rowie przeciwczołgowym w Krasnym Kurhanie. Sprawcami zbrodni byli niemieccy policjanci z Homla białoruska policja dowodzona przez szefa miejscowej policji Mikhalenko, oficerów Kukharenkę, Kosmilę, Kabaeva, Filipa Oleinikova i Dmitriego Kuzikova. 